# Claude Bariteau
Claude Bariteau (1943 - 16 septembre 2021) est un anthropologue québécois. Il est professeur retraité associé au département d'anthropologie de l'Université Laval.

## Biographie
Intellectuel engagé et partisan de l'indépendance du Québec, il signe régulièrement des textes dans Le Devoir et L'Action nationale, en plus de publier des ouvrages sur la question nationale québécoise. Il critique la stratégie d'accession à la souveraineté mise de l'avant par le Parti québécois et prône l'accession du Québec à l'indépendance par le biais d'une élection décisionnelle, où les candidats des partis indépendantistes obtiendraient la majorité des voix et des sièges à l'Assemblée nationale du Québec.
Il est membre du conseil d'administration du Rassemblement pour l'indépendance du Québec (RIQ).

## Honneurs
- 1998 : Prix Richard-Arès, pour Québec, 18 septembre 2001